# Eugenio Etxebeste Arizkuren
Eugenio Etxebeste Arizkuren, també conegut pel nom de guerra «Antton» o «Antxon», (Sant Sebastià, 9 de març de 1951) és un activista polític basc, membre històric de l'organització armada Euskadi Ta Askatasuna (ETA), en què ha exercit sobretot la tasca d'interlocutor del govern espanyol en eventuals negociacions.
Va estudiar fins als nou anys al col·legi religiós dels carmelites i després va cursar batxiller en una escola de jesuïtes. Abans de la seva fugida al País Basc del Nord, el 1975, a conseqüència de la seva activitat a ETA. Fa estudiar fins a quart curs d'Empresarials. Interessat en la biologia, és membre de la Societat de Ciències Naturals i Bolets Aranzadi des dels 14 anys i va cursar estudis de Biològiques a la Universitat del País Basc a distància, des del seu confinament a la República Dominicana. Segons les seves pròpies declaracions, s'hauria dedicat a l'estudi dels lepidòpters de no ser per la repressió patida al País Basc arran del Procés de Burgos (1970), en el qual es va condemnar a mort a diversos membres d'ETA i que va suscitar una forta reacció dins i fora d'Espanya per part de l'oposició al règim franquista.